# 239
239 (CCXXXIX) var ett normalår som började en tisdag i den julianska kalendern.

## Händelser

### Okänt datum
- Origenes publicerar Gamla testamentet på fem språk.
- Wei Ming Di efterträds som härskare över det kinesiska kungariket Wei av Wei Qi Wang.
- En kinesisk expeditionsstyrka upptäcker ön Taiwan.

## Avlidna
- Cao Rui (Wei Ming Di), kejsare av kungariket Wei